# Aoroides inermis
Aoroides inermis är en kräftdjursart som beskrevs av Chris Conlan och Edward Lloyd Bousfield 1982. Aoroides inermis ingår i släktet Aoroides och familjen Aoridae. Inga underarter finns listade i Catalogue of Life.